# 神威神社
神威神社（かむいじんじゃ）は、北海道積丹郡積丹町にある神社。旧社格は郷社。本社の神殿は、北海道では類を見ない神明造で、道文化財に指定されている。

## 由緒
文治年間に源義経が蝦夷地に落ち延び神威岬にさしかかった際に、神威岩に大綿津見神、志那戸神を奉斎し航海の安全を祈願したところ通過できたという。その後、松前藩の地頭藤倉近兵衛が神殿を神岬村に創建し「志屋古丹明神」、「於賀武意明神」と崇称した。1866年（慶応2年）に社殿を現在の来岸村に移し、積丹郡中の守護神として崇敬された。

## 沿革
- 時期不明 - 松前藩地頭藤倉近兵衛、神岬村に志屋古丹明神（於賀武意明神）創建
- 1663年（寛文3年）- 出稼ぎの漁民により社殿再建[1]
- 1805年（文化2年）- 松前正神主白鳥遠江守が祭主となる[1]
- 1866年（慶応2年）- 社殿が来岸村に移転[1]
- 1870年（明治3年）- 現在の場所に移転し本殿拝殿を再建[1]
- 1875年（明治8年）- 郷社に列格、大綿津見神社と公称[1]
- 1911年（明治44年）- 余別・来岸・神岬・西河の各村社稲荷神社を合祀[1]
- 1915年（大正4年）- 神饌幣帛料供進神社に指定[1]
- 1931年（昭和6年）- 本殿改築、神威神社に改称[1]
- 1944年（昭和19年）- 向拝・拝殿・神饌所を改築竣工[1]
- 1946年（昭和21年）- 宗教法人となる[1]
- 1988年（昭和63年）- 御鎮座百二十周年記念奉祝祭斎行[1]

## 御祭神
- 大綿津見神（おおわたつみのかみ）
- 志那津彦神（しなつひこのかみ）
- 志那津姫神（しなつひめのかみ）
- 豊受姫神（とようけひめのかみ）

## 祭事・年中行事
例祭（7月17日）

## 社宝
- 刀剣（中川源治寄進伝松前藩公佩用太刀）[1]